# Fwe
Fwe is een Bantoetaal die wordt gesproken in Namibië tussen de rivieren de Zambezi en de Chobe, in het oosten van de Caprivi regio.
Fwe wordt gezien als een dialect van Subiya en heeft circa 7400 sprekers. Deze mensen behoren aan het Mafwe volk.